# 复旦旧书店
复旦旧书店是中華人民共和國上海市楊浦區一家以文史哲書籍为主的舊書店。復旦大學的學生和教授會來該書店光顧。

## 歷史
1999年，江苏盐城人張強和妻子張芹從鹽城來到上海。某天张强在复旦第九宿舍发现很多书被当作废品扔了。當時仍然無業的张强用身上的30块人民幣收了15公斤旧书，在国年路上摆地摊。不到半年，张强成為中国科技图书公司位於政肃路55号書店的店员。白天张强在书店打工，晚上繼續經營旧书摆。2000年，中国科技图书公司老闆同意將政肃路55号書店內專門開闢一個賣二手書的書架，賣舊書的生意由張強負責。2005年底，中国科技图书公司書店经营遇到了困难，书店老板准备关店出国。此時經與張強協商，老板保留了原书店办公室的一个扇形角落给张强，其他空间都出租给了一家旅馆经营。2006年，复旦旧书店在孔夫子舊書网上同步开起网店。2012年，复旦旧书店出現較大亏损，張強辞退了在書店工作的三位上海退休阿姨。
2021年12月，复旦旧书店為配合地块改造暫時關閉。2022年8月6日，搬遷至伟德路88号的复旦旧书店重新開張。新店面積125平方米，加上阁楼面积达到180平方米。新書店開闢了展示区，專門展示乾隆至中華民國大陸時期、中華人民共和國建國初期的舊書籍和舊報紙。